# Bni Faghloum
Bni Faghloum (àrab بني فغلوم) és una comuna rural de la província de Xauen de la regió de Tànger-Tetuan-Al Hoceima. Segons el cens de 2014 tenia una població total de 10.378 persones.